# Barroquinha
Barroquinha is een gemeente in de Braziliaanse deelstaat Ceará. De gemeente telt 15.558 inwoners (schatting 2009).